# Koulikoro (Kreis)

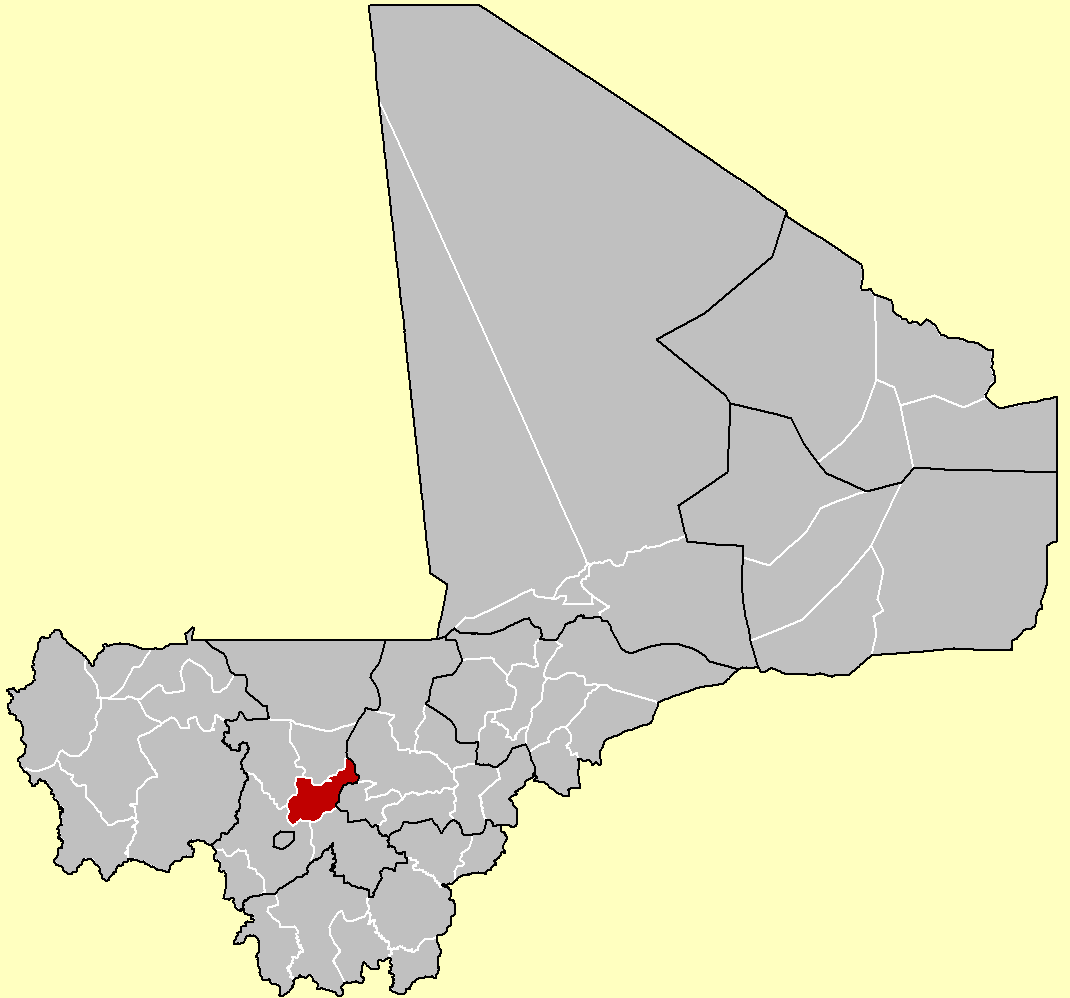
Kreis Koulikoro

Koulikoro ist der Name eines Kreises (franz. cercle de Koulikoro) in der gleichnamigen Region Koulikoro in Mali.
Der Kreis teilt sich in neun Gemeinden, die Einwohnerzahl betrug beim Zensus 2009 211.103 Einwohner.
Gemeinden: Koulikoro (Hauptort), Dinandougou, Doumba, Koula, Méguétan, Nyamina, Sirakorola, Tienfala, Tougouni. 